# Opsaheden och Tuvheden
Opsaheden och Tuvheden är en av SCB avgränsad och namnsatt småort i Vansbro kommun i Dalarnas län. Småorten omfattar bebyggelse i Opsaheden och Tuvheden i Äppelbo socken.